# Pudasjärvi
Pudasjärvi is een gemeente en stad in de Finse provincie Oulu en in de Finse regio Noord-Pohjanmaa. De gemeente heeft een landoppervlakte van 5.638,35 km² en telt 7.603 inwoners (2022). De gemeente is Finssprekend. Pas op 1 januari 2004 kreeg de stad een stadsstatus.